# Järvselja
Järvselja – wieś w Estonii, w prowincji Tartu, w gminie Kastre.

## Natura
Przez wieś przepływa rzeka Apna.

## Historia
Przed reformą estońskiej administracji samorządu lokalnego w 2017 roku wieś Järvselja należała do gminy Meeksi.